# Idris al-Ma'mun
Idris al-Ma'mun, död 1232, var monark i Almohadkalifatet 1229–1232.